# Cymaroa leptopepla
Cymaroa leptopepla là một loài bướm đêm thuộc phân họ Arctiinae, họ Erebidae.